# Cankurtaran, Akşehir
Cankurtaran là một xã thuộc huyện Akşehir, tỉnh Konya, Thổ Nhĩ Kỳ. Dân số thời điểm năm 2011 là 117 người.